# Сысоев, Евгений Викторович
Евгений Викторович Сысоев (24 октября 1949 — неизвестно) — советский хоккеист, нападающий.

## Биография
Воспитанник московских «Крыльев Советов». Дебютировал в 1 группе класса «А» в конце сезона 1967/68, проведя за клуб три матча. В трёх следующих сезонах сыграл в чемпионате 75 матчей. В дальнейшем выступал за команды СКА МВО Калинин (1970/71 — 1972/73, первая лига); во второй лиге за «Шторм» Ленинград (1973/74), «Апатитстрой» Апатиты (1974/75 — 1977/78), «Торпедо» Усть-Каменогорск (1978/79).